# 石川県道57号内浦柳田線
石川県道57号内浦柳田線（いしかわけんどう57ごう うちうらやなぎだせん）は、石川県鳳珠郡能登町を通る県道（主要地方道）である。

## 概要
能登町駒渡から終点の桜峠までは、珠洲道路として指定されており、拡幅などの整備が進められている。

### 路線データ
- 起点：石川県鳳珠郡能登町字松波22字35番1地先（国道249号交点）
- 終点：石川県鳳珠郡能登町字当目3字6番1地先（石川県道26号珠洲穴水線交点)

## 歴史
- 1993年（平成5年）5月11日 - 建設省から、県道与呂見藤波線の一部・県道神和住松波線が内浦柳田線として主要地方道に指定される[1]。
- 1994年（平成6年）4月1日 - 路線認定。
- 2024年（令和6年）1月1日 - 能登半島地震が発生。道の駅桜峠付近などで土砂災害が発生して通行不能となった[2]。

## 路線状況

### 重複区間
- 石川県道275号与呂見藤波線（鳳珠郡能登町神和住・神和住交差点 - 鳳珠郡能登町当目）

## 道の駅
- 道の駅桜峠（能登町当目）

## 地理

### 通過する自治体
- 鳳珠郡能登町

### 交差する道路
- 国道249号（鳳珠郡能登町松波、起点）
- 珠洲道路（鳳珠郡能登町駒渡・珠洲市宝立町馬渡［市町境］）
- 石川県道6号宇出津町野線、石川県道288号鈴ヶ嶺矢波線（鳳珠郡能登町上町・上町交差点）
- 石川県道275号与呂見藤波線（鳳珠郡能登町神和住・神和住交差点）
- 石川県道26号珠洲穴水線 珠洲道路（鳳珠郡能登町当目、終点）